# جایزه بزرگ ایتالیا ۱۹۷۹
جایزه بزرگ ایتالیا ۱۹۷۹ (انگلیسی: ‎1979 Italian Grand Prix‎) یک مسابقهٔ موتوری در رشتهٔ اتومبیل‌رانی فرمول یک بود که در تاریخ ۹ سپتامبر ۱۹۷۹ در پیست ناتزیوناله مونتزا واقع در مونتزا، لمباردی، ایتالیا برگزار شد. این گراند پری در میان ۱۵ گراند پری در فصل ۱۹۷۹، مسابقهٔ شمارهٔ ۱۳ بود.
در این مسابقه که قرار بود در ۵۲ دور و به مسافت  برگزار شود، پول پوزیشن توسط ژان-پیر جابوی کسب شد و سریع‌ترین زمان برای طی یک دور پیست که برابر با ۱:۳۵٫۶۰ بود نیز توسط کلی رگاتزونی به ثبت رسید. این مسابقه پیش از پایان دورهای برنامه‌ریزی‌شده، در دور ۵۰ و پس از طی مسافت ۲۹۰٫۰۰۰ کیلومتر (۱۸۰٫۱۹۸ مایل) متوقف شد.
جودی شکتر از تیم فراری، ژیل ویلنوو از تیم فراری و کلی رگاتزونی از تیم ویلیامز-فورد به‌ترتیب مقام‌های اول تا سوم مسابقه را کسب کردند.

## رده‌بندی قهرمانی پس از مسابقه
| جایگاه | راننده       | امتیاز  |
| ------ | ------------ | ------- |
| ۱      | جودی شکتر    | ۵۱ (۵۷) |
| ۲      | ژیل ویلنوو   | ۳۸      |
| ۳      | ژاک لافیت    | ۳۶      |
| ۴      | آلن جونز     | ۳۴      |
| ۵      | کلی رگاتزونی | ۲۷ (۲۸) |
| منبع:  |              |         |

| جایگاه | سازنده       | امتیاز |
| ------ | ------------ | ------ |
| ۱      | فراری        | ۹۵     |
| ۲      | ویلیامز-فورد | ۶۲     |
| ۳      | لیجیه-فورد   | ۶۱     |
| ۴      | لوتوس-فورد   | ۳۹     |
| ۵      | تایرل-فورد   | ۲۲     |
| منبع:  |              |        |

یادداشت
- تنها پنج جایگاه نخست از هر رده‌بندی نمایش داده شده است.